# Helenio Herrera
Helenio Herrera Gavilán (Buenos Aires, 10 aprile 1910 – Venezia, 9 novembre 1997) è stato un calciatore e allenatore di calcio argentino naturalizzato francese, di ruolo difensore.
Soprannominato il Mago, è considerato uno dei migliori allenatori della storia del calcio, in virtù dei numerosi titoli conseguiti sia a livello nazionale che internazionale soprattutto durante gli anni cinquanta e sessanta. Dopo una modesta carriera da calciatore, si è affermato come tecnico di successo dapprima all'Atlético Madrid, con il quale ha vinto due campionati spagnoli consecutivi tra il 1949 e il 1951, e in seguito al Barcellona, dove è rimasto dal 1958 al 1960 conquistando altri due campionati spagnoli, una Coppa di Spagna e una Coppa delle Fiere.
Nel 1960 è stato ingaggiato dall'Inter, per volere del presidente Angelo Moratti. Da allenatore nerazzurro ha conquistato tre campionati italiani, due Coppe dei Campioni e due Coppe Intercontinentali – in entrambi i casi consecutive – tra il 1963 e il 1966, affermandosi come uno degli allenatori più iconici del tempo (celebri alcuni degli slogan da lui utilizzati per motivare i suoi calciatori) e dando vita a quella che verrà ricordata come la Grande Inter. Terminata l'esperienza con l'Inter nel 1968, si è trasferito alla Roma, dove dal 1968 al 1973 ha vinto una Coppa Italia e una Coppa Anglo-Italiana. Una seconda breve parentesi all'Inter (1973) e il ritorno al Barcellona (con la vittoria di un'altra Coppa di Spagna nel 1981) ne hanno sancito la fine dell'esperienza in panchina.
Ha guidato tre Nazionali diverse: quella francese (dal 1946 al 1948, in qualità di membro della commissione tecnica), quella spagnola (dal 1959 al 1962, affiancando il selezionatore Pablo Hernández Coronado) e quella italiana (dal 1966 al 1967, insieme a Ferruccio Valcareggi).

## Biografia
È nato a Buenos Aires da immigrati spagnoli: il padre, Francisco detto "Paco", era un falegname e anarchico originario dell'Andalusia. La data di nascita è controversa: Herrera dichiarava di essere nato il 16 aprile 1916, tuttavia la certificazione originale argentina lo indica come nato il 10 aprile 1910.
È vissuto fino all'età di otto anni nel quartiere di Palermo, una zona particolarmente povera della capitale argentina. All’età di otto anni si è trasferito con i genitori in Marocco, dove condurrà una vita di stenti e sacrifici rischiando la morte per un attacco di difterite. Qui ha iniziato la sua carriera come calciatore.
È morto il 9 novembre 1997 in seguito a un arresto cardiaco. Riposa nel settore evangelico del cimitero monumentale di San Michele a Venezia, città nella quale risiedeva stabilmente da alcuni anni con la moglie Fiora Gandolfi. Era ateo convinto e non battezzato.

## Caratteristiche tecniche

### Giocatore
Dotato di un fisico imponente, iniziò a giocare come centrattacco per poi divenire difensore.

### Allenatore

Herrera posa con la Coppa dei Campioni e la Coppa Intercontinentale.

(Mario Sconcerti)

Herrera mostra una delle frasi motivazionali da lui fatte apporre negli spogliatoi delle sue squadre.

Herrera, pur non avendo inventato il Catenaccio, ne fu probabilmente l'utilizzatore di maggior successo ai tempi dell'Inter. Durante il suo periodo in Italia si mise in mostra per le sue doti di stratega e motivatore, preparando al meglio le partite sotto ogni punto di vista. Fu uno dei primi allenatori a utilizzare la psicologia come strumento per motivare i giocatori e confondere gli avversari e sollecitava i tifosi a essere il dodicesimo uomo in campo, partecipando attivamente durante la partita con bandiere e cori, invece di limitarsi a essere silenziosi spettatori come si usava fino ad allora.
Dal punto di vista della gestione del gruppo fu un grande innovatore: memorabili sono stati i cartelli motivazionali che scriveva personalmente e faceva affiggere negli spogliatoi e nei luoghi più frequentati dai giocatori, in modo che potessero costantemente osservarli. Meticoloso lavoratore e attento osservatore, era solito prendere appunti su tutto quel che vedeva e imparava.

## Carriera

### Giocatore
Iniziò a giocare a calcio come difensore per alcune squadre del Marocco, come il Roches Noires e il Racing Casablanca. In seguito, ottenuto il passaporto francese, supererà un provino con il Club Français accontentandosi di un piccolo ingaggio oltre a un lavoro come operaio in un’azienda automobilistica locale. Tra le file del Red Star colse l'unico successo da calciatore (la Coppa di Francia nel 1942). L'ultima esperienza lo vide giocare per il Puteaux, nella doppia veste di calciatore e allenatore ritirandosi quindi per un serio infortunio a un ginocchio.

### Allenatore

#### Esordi e primi successi in Spagna
Nel 1945 gli fu offerta la prima panchina importante, quella dello Stade Français dove rimase fino al 1948. L'anno successivo si trasferì in Spagna per allenare dapprima il Real Valladolid e in seguito l'Atlético Madrid dove vinse per due volte consecutive nel 1950 e nel 1951 il campionato spagnolo. Dopo alcune esperienze con Malaga, Deportivo La Coruña, Siviglia e Belenenses, venne chiamato dal Barcellona. In Catalogna conquistò altri due campionati nel 1959 e nel 1960, una Coppa di Spagna nel 1959 ma soprattutto la Coppa delle Fiere nel 1958,in cui allenò la squadra del Barcelona XI solo per la finale di ritorno vinta per 6 reti a 0 contro il London XI che rappresentò il suo primo trofeo internazionale.
Nella stagione 1959-1960 oltre alla vittoria del campionato, portò il Barcellona fino alla semifinale della Coppa dei Campioni per la prima volta nella sua storia e guidò la squadra catalana fino alla finale della Coppa delle Fiere 1960 venendo esonerato il 30 Aprile prima della gara di ritorno a seguito delle polemiche sorte per le richieste da parte dell'allenatore Argentino di migliori condizioni economiche e bonus contrattuali per lui e per i suoi giocatori.

#### Inter

Herrera con il capitano dell'Inter Armando Picchi, con il quale ebbe un rapporto di alti e bassi fino alla definitiva rottura.

Nel 1960 Herrera venne ingaggiato dall'Inter, per espressa indicazione del presidente e proprietario Angelo Moratti, rimasto positivamente colpito allorquando il sodalizio milanese aveva affrontato proprio il Barcellona del tecnico argentino in Coppa delle Fiere. Dopo due annate complessivamente positive ma prive di successi, nelle quali il risultato migliore era stato il titolo di campione d'inverno, a Herrera viene concesso di allenare la nazionale spagnola ai mondiali del 1962. Nella stagione 1962-1963 i ruoli dell'Inter e degli avversari si invertirono: stavolta campione d'inverno fu la Juventus, con un punto di distacco dall'Inter, che però il 3 febbraio agganciò la prima posizione in classifica occupata dai bianconeri. Successivamente, dopo un mese di coabitazione in vetta, i piemontesi uscirono sconfitti dal derby, così l'Inter poté passare in testa, rimanendoci da sola per il resto del campionato e concludendolo con quattro punti di vantaggio sulla Juventus. Fu il primo scudetto dell'era Moratti e l'ottavo della storia interista.
La conquista del campionato diede per la prima volta all'Inter l'opportunità di partecipare alla principale competizione continentale per club, la Coppa dei Campioni. I nerazzurri riuscirono a qualificarsi alla finale di Vienna, dove incontrarono gli spagnoli del Real Madrid; imponendosi per 3-1 divennero la prima formazione europea ad aggiudicarsi il prestigioso trofeo senza subire neanche una sconfitta, con sette vittorie e due pareggi. In campionato l'Inter si classificò al primo posto a pari merito col Bologna (54 punti), così il 7 giugno venne disputato il primo e unico spareggio-scudetto della storia del campionato italiano: allo Stadio Olimpico di Roma i felsinei ebbero la meglio per 2-0, diventando campioni d'Italia.

Herrera e Nereo Rocco si scambiano i saluti prima di un derby di Milano della stagione 1967-1968.

Nella stagione 1964-1965 l'Inter vinse il nono scudetto, la seconda Coppa dei Campioni consecutiva e la sua prima Coppa Intercontinentale. La certezza aritmetica del primo posto in campionato giunse solo all'ultima giornata, dopo aver messo a segno otto vittorie di fila; nel massimo torneo europeo i nerazzurri, con un gol di Jair, sconfissero 1-0 il Benfica in finale, mentre la Coppa Intercontinentale si risolse al terzo incontro contro gli argentini dell'Independiente: il club lombardo fu la prima squadra italiana a laurearsi campione del mondo.
Nel 1965-1966 l'Inter portò a casa un campionato, caratterizzato da sei successi consecutivi, che costituì quello della stella sul petto, a indicare i dieci scudetti complessivamente vinti nella sua storia. In Coppa dei Campioni si verificò invece l'eliminazione in semifinale per mano del Real Madrid; stessa sorte in Coppa Italia, con estromissione ad opera della Fiorentina. La squadra tuttavia vinse una nuova Coppa Intercontinentale, ancora contro l'Independiente. Con questi tre trionfi l'Inter divenne la prima compagine in Europa a realizzare il particolare treble costituito da scudetto, Coppa dei Campioni e Coppa Intercontinentale, aggiudicandosi il titolo di campione nazionale, continentale e mondiale nello stesso anno.
Nella stagione 1966-1967 l'Inter si laureò campione d'inverno ma perse lo scudetto all'ultima giornata a beneficio della Juventus, che la scavalcò in classifica a seguito della sconfitta in trasferta contro il Mantova per 1-0. Una settimana prima i nerazzurri erano stati battuti dal Celtic di Glasgow nella finale di Coppa dei Campioni, la terza disputata dai nerazzurri nelle ultime quattro stagioni.
Nel campionato 1967-1968 l'Inter non andò oltre il quinto posto, partecipando al girone finale della Coppa Italia. Il 18 maggio 1968, dopo tredici anni, Angelo Moratti lasciò la guida della società a Ivanoe Fraizzoli; assieme a lui si congedarono anche Herrera e Italo Allodi.

#### Roma e finale di carriera

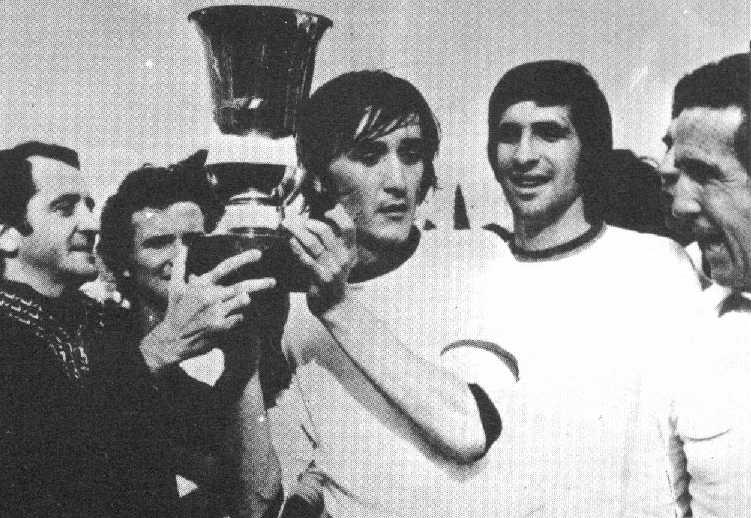
Herrera celebra insieme al presidente e ai giocatori della Roma la vittoria della Coppa Anglo-Italiana nel 1972 dopo la vittoriosa finale sugli inglesi del Blackpool.

Nel 1968 accettò la ricca offerta fattagli dalla Roma per guidare i giallorossi, sulla panchina dei quali rimase fino al 1973 (tranne per una breve parentesi nel 1971, quando venne sostituito per alcuni mesi da Luciano Tessari). A Roma vinse una Coppa Italia nel 1969 e una Coppa Anglo-Italiana nel 1972.
Tornò all'Inter nel 1973, ma ebbe scarsa fortuna: colpito da una crisi cardiaca, dovette lasciare la panchina. Nel 1979 fu chiamato dal Rimini, dove formalmente figurò nel ruolo di consulente, dal momento che avendo superato i 60 anni non gli era più possibile andare in panchina. Dopo neanche due mesi si trasferì in Spagna per guidare nuovamente il Barcellona, centrando il piazzamento europeo e vincendo la Coppa nazionale nel 1981.

### Dopo il ritiro

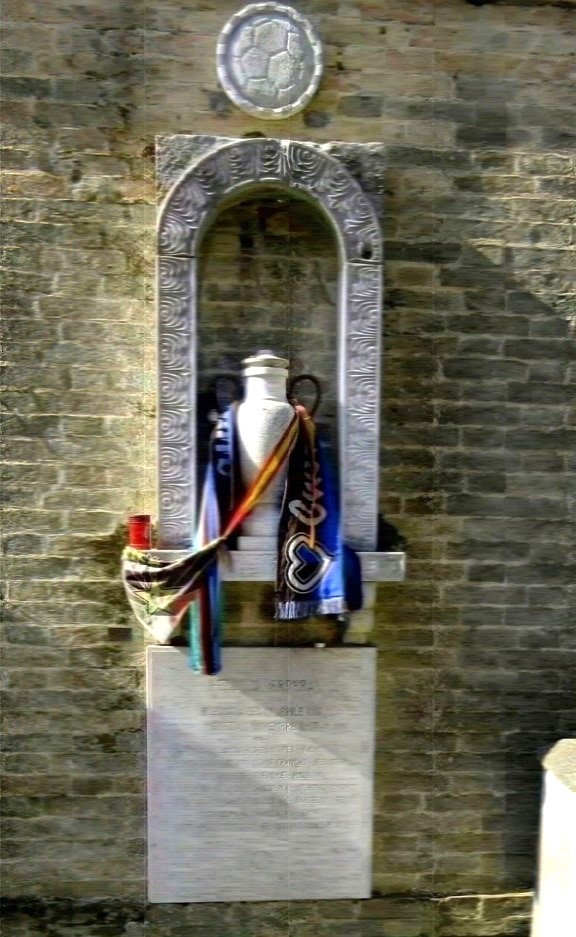
Le ceneri di Herrera al cimitero di San Michele.

Terminata la carriera di allenatore, Herrera si dedicò al commento di eventi sportivi in trasmissioni televisive molto popolari; fra queste, fu ospite fisso e opinionista della Domenica Sportiva (stagione 1985-86) e a L'appello del martedì nella prima metà degli anni novanta.
Morì a Venezia il 9 novembre 1997. Le sue ceneri sono conservate nel cimitero di San Michele in Isola di Venezia nel recinto evangelico lungo il muro a destra.

### Controversie
Nel 2004 l'ex giocatore della Grande Inter, Ferruccio Mazzola, che aveva disputato una sola partita ufficiale con la prima squadra, rivolse a Herrera, deceduto sette anni prima, l'accusa di aver sottoposto titolari e riserve a pratiche dopanti facendo ricorso a pasticche, probabilmente amfetamine, sciolte nel caffè. Nel 2005 la società nerazzurra ha querelato per diffamazione il suo ex giocatore, chiedendo 3 milioni di euro per danni morali e patrimoniali da devolvere in beneficenza, ma il giudice ha respinto la richiesta della società.
La maggioranza dei giocatori della Grande Inter interpellati negò le accuse: le uniche eccezioni furono quelle di Franco Zaglio, che definì le pratiche dopanti di Herrera come fatto comune nel calcio dell'epoca, e Sandro Mazzola; quest'ultimo, tuttavia, ritrattò in seguito la propria posizione, spiegando che il vero doping del "Mago" era a conti fatti «psicologico» e che la denuncia di suo fratello era motivata da un desiderio di «rivalsa» nei confronti dell'Inter. Luna Herrera, figlia di Helenio, difese la memoria paterna argomentando che il "Mago", convinto salutista, forniva come stimolante ai suoi calciatori delle semplici cialde a base di acido acetilsalicilico associate a caffeina.

## Statistiche

### Statistiche da allenatore

#### Club
In grassetto le competizioni vinte.
| Stagione               | Squadra                | Campionato             | Campionato | Campionato | Campionato | Campionato | Coppe nazionali | Coppe nazionali | Coppe nazionali | Coppe nazionali | Coppe nazionali | Coppe continentali | Coppe continentali | Coppe continentali | Coppe continentali | Coppe continentali | Altre coppe | Altre coppe | Altre coppe | Altre coppe | Altre coppe | Totale | Totale | Totale | Totale | % Vittorie | Piazzamento      |
| Stagione               | Squadra                | Comp                   | G          | V          | N          | P          | Comp            | G               | V               | N               | P               | Comp               | G                  | V                  | N                  | P                  | Comp        | G           | V           | N           | P           | G      | V      | N      | P      | %          | Piazzamento      |
| ---------------------- | ---------------------- | ---------------------- | ---------- | ---------- | ---------- | ---------- | --------------- | --------------- | --------------- | --------------- | --------------- | ------------------ | ------------------ | ------------------ | ------------------ | ------------------ | ----------- | ----------- | ----------- | ----------- | ----------- | ------ | ------ | ------ | ------ | ---------- | ---------------- |
| 1945-1946              | Stade Français         | D2                     | 26         | 18         | 4          | 4          | CdF             | 7               | 4               | 2               | 1               | -                  | -                  | -                  | -                  | -                  | -           | -           | -           | -           | -           | 33     | 22     | 6      | 5      | 66,67      | 2º (prom.)       |
| 1946-1947              | Stade Français         | D1                     | 38         | 19         | 8          | 11         | CdF             | 4               | 3               | 0               | 1               | -                  | -                  | -                  | -                  | -                  | -           | -           | -           | -           | -           | 42     | 22     | 8      | 12     | 52,38      | 5º               |
| 1947-1948              | Stade Français         | D1                     | 34         | 15         | 8          | 11         | CdF             | 5               | 3               | 1               | 1               | -                  | -                  | -                  | -                  | -                  | -           | -           | -           | -           | -           | 39     | 18     | 9      | 12     | 46,15      | 5º               |
| Totale Stade Français  | Totale Stade Français  | Totale Stade Français  | 98         | 52         | 20         | 26         |                 | 16              | 10              | 3               | 3               |                    | -                  | -                  | -                  | -                  |             | -           | -           | -           | -           | 114    | 62     | 23     | 29     | 54,39      |                  |
| 1948-1949              | Real Valladolid        | PD                     | 26         | 10         | 2          | 14         | CdG             | 1               | 0               | 0               | 1               | -                  | -                  | -                  | -                  | -                  | -           | -           | -           | -           | -           | 27     | 10     | 2      | 15     | 37,04      | 12º              |
| 1949-1950              | Atlético Madrid        | PD                     | 26         | 15         | 3          | 8          | CdG             | 4               | 2               | 0               | 2               | CL                 | 2                  | 1                  | 0                  | 1                  | -           | -           | -           | -           | -           | 32     | 18     | 3      | 11     | 56,25      | 1º               |
| 1950-1951              | Atlético Madrid        | PD                     | 30         | 17         | 6          | 7          | CdG             | 4               | 1               | 1               | 2               | CL                 | 2                  | 1                  | 0                  | 1                  | CED         | 2           | 0           | 1           | 1           | 38     | 19     | 8      | 12     | 50,00      | 1º               |
| 1951-1952              | Atlético Madrid        | PD                     | 30         | 16         | 5          | 9          | CdG             | 2               | 0               | 0               | 2               | -                  | -                  | -                  | -                  | -                  | CED         | 1           | 1           | 0           | 0           | 33     | 17     | 5      | 11     | 51,52      | 4º               |
| 1952-gen. 1953         | Atlético Madrid        | PD                     | 17         | 6          | 3          | 8          | -               | -               | -               | -               | -               | -                  | -                  | -                  | -                  | -                  | -           | -           | -           | -           | -           | 17     | 6      | 3      | 8      | 35,29      | Eson.            |
| Totale Atlético Madrid | Totale Atlético Madrid | Totale Atlético Madrid | 103        | 54         | 17         | 32         |                 | 10              | 3               | 1               | 6               |                    | 4                  | 2                  | 0                  | 2                  |             | 3           | 1           | 1           | 1           | 120    | 60     | 19     | 41     | 50,00      |                  |
| feb.-mag. 1953         | Málaga                 | PD                     | 11         | 5          | 1          | 5          | -               | -               | -               | -               | -               | -                  | -                  | -                  | -                  | -                  | -           | -           | -           | -           | -           | 11     | 5      | 1      | 5      | 45,45      | Sub. 15º (retr.) |
| lug.-dic. 1953         | Deportivo              | PD                     | 15         | 7          | 1          | 7          | -               | -               | -               | -               | -               | -                  | -                  | -                  | -                  | -                  | -           | -           | -           | -           | -           | 15     | 7      | 1      | 7      | 46,67      | Eson.            |
| gen.-apr. 1954         | Siviglia               | PD                     | 15         | 5          | 2          | 8          | CdG             | 7               | 3               | 1               | 3               | -                  | -                  | -                  | -                  | -                  | -           | -           | -           | -           | -           | 22     | 8      | 3      | 11     | 36,36      | Sub. 5º          |
| 1954-1955              | Siviglia               | PD                     | 30         | 15         | 4          | 11         | CdG             | 7               | 4               | 0               | 3               | -                  | -                  | -                  | -                  | -                  | -           | -           | -           | -           | -           | 37     | 19     | 4      | 14     | 51,35      | 4º               |
| 1955-1956              | Siviglia               | PD                     | 30         | 17         | 2          | 11         | CdG             | 2               | 0               | 1               | 1               | -                  | -                  | -                  | -                  | -                  | -           | -           | -           | -           | -           | 32     | 17     | 3      | 12     | 53,13      | 4º               |
| 1956-1957              | Siviglia               | PD                     | 30         | 17         | 5          | 8          | CdG             | 2               | 1               | 0               | 1               | -                  | -                  | -                  | -                  | -                  | -           | -           | -           | -           | -           | 32     | 18     | 5      | 9      | 56,25      | 2º               |
| Totale Siviglia        | Totale Siviglia        | Totale Siviglia        | 105        | 54         | 13         | 38         |                 | 18              | 8               | 2               | 8               |                    | -                  | -                  | -                  | -                  |             | -           | -           | -           | -           | 123    | 62     | 15     | 46     | 50,41      |                  |
| 1957-apr. 1958         | Belenenses             | PL                     | 26         | 12         | 4          | 10         | TP              | 2               | 0               | 0               | 2               | -                  | -                  | -                  | -                  | -                  | -           | -           | -           | -           | -           | 28     | 12     | 4      | 12     | 42,86      | Eson.            |
| apr. 1958              | Barcellona             | PD                     | 2          | 1          | 0          | 1          | CdG             | 6               | 5               | 0               | 1               | CdF                | 1                  | 1                  | 0                  | 0                  | -           | -           | -           | -           | -           | 9      | 7      | 0      | 2      | 77,78      | Sub. 3º          |
| 1958-1959              | Barcellona             | PD                     | 30         | 24         | 3          | 3          | CdG             | 9               | 7               | 2               | 0               | -                  | -                  | -                  | -                  | -                  | -           | -           | -           | -           | -           | 39     | 31     | 5      | 3      | 79,49      | 1º               |
| 1959-apr. 1960         | Barcellona             | PD                     | 30         | 22         | 2          | 6          | CdG             | 1               | 1               | 0               | 0               | CC+CdF             | 8+7                | 5+5                | 1+2                | 2+0                | -           | -           | -           | -           | -           | 46     | 33     | 5      | 8      | 71,74      | 1º               |
| 1960-1961              | Inter                  | A                      | 34         | 18         | 8          | 8          | CI              | 3               | 2               | 0               | 1               | CdF                | 6                  | 3                  | 0                  | 3                  | -           | -           | -           | -           | -           | 43     | 23     | 8      | 12     | 53,49      | 3º               |
| 1961-1962              | Inter                  | A                      | 34         | 19         | 10         | 5          | CI              | 1               | 0               | 0               | 1               | CdF                | 7                  | 4                  | 1                  | 2                  | -           | -           | -           | -           | -           | 42     | 23     | 11     | 8      | 54,76      | 2º               |
| 1962-1963              | Inter                  | A                      | 34         | 19         | 11         | 4          | CI              | 2               | 1               | 0               | 1               | -                  | -                  | -                  | -                  | -                  | -           | -           | -           | -           | -           | 36     | 20     | 11     | 5      | 55,56      | 1º               |
| 1963-1964              | Inter                  | A                      | 34+1       | 23+0       | 8+0        | 3+1        | CI              | 1               | 0               | 0               | 1               | CC                 | 9                  | 7                  | 2                  | 0                  | -           | -           | -           | -           | -           | 45     | 30     | 10     | 5      | 66,67      | 2º               |
| 1964-1965              | Inter                  | A                      | 34         | 22         | 10         | 2          | CI              | 3               | 1               | 1               | 1               | CC                 | 7                  | 5                  | 0                  | 2                  | CInt.       | 3           | 2           | 0           | 1           | 47     | 30     | 11     | 6      | 63,83      | 1º               |
| 1965-1966              | Inter                  | A                      | 34         | 20         | 10         | 4          | CI              | 2               | 1               | 0               | 1               | CC                 | 6                  | 2                  | 2                  | 2                  | CInt.       | 2           | 1           | 1           | 0           | 44     | 24     | 13     | 7      | 54,55      | 1º               |
| 1966-1967              | Inter                  | A                      | 34         | 19         | 10         | 5          | CI              | 2               | 1               | 0               | 1               | CC                 | 10                 | 6                  | 3                  | 1                  | -           | -           | -           | -           | -           | 46     | 26     | 13     | 7      | 56,52      | 2º               |
| 1967-1968              | Inter                  | A                      | 30         | 13         | 7          | 10         | CI              | 10              | 4               | 3               | 3               | -                  | -                  | -                  | -                  | -                  | -           | -           | -           | -           | -           | 40     | 17     | 10     | 13     | 42,50      | 5º               |
| 1968-1969              | Roma                   | A                      | 30         | 10         | 10         | 10         | CI              | 11              | 6               | 4               | 1               | -                  | -                  | -                  | -                  | -                  | -           | -           | -           | -           | -           | 41     | 16     | 14     | 11     | 39,02      | 8º               |
| 1969-1970              | Roma                   | A                      | 30         | 8          | 12         | 10         | CI              | 5               | 2               | 1               | 2               | CdC                | 9                  | 3                  | 5                  | 1                  | CdL+CAI     | 2+4         | 1+0         | 0+2         | 1+2         | 50     | 14     | 20     | 16     | 28,00      | 10º              |
| 1970-apr. 1971         | Roma                   | A                      | 24         | 5          | 15         | 4          | CI              | 5               | 3               | 0               | 2               | -                  | -                  | -                  | -                  | -                  | -           | -           | -           | -           | -           | 29     | 8      | 15     | 6      | 27,59      | Eson.            |
| 1971-1972              | Roma                   | A                      | 30         | 13         | 9          | 8          | CI              | 4               | 1               | 2               | 1               | -                  | -                  | -                  | -                  | -                  | CAI         | 5           | 3           | 1           | 1           | 39     | 17     | 12     | 10     | 43,59      | 7º               |
| 1972-1973              | Roma                   | A                      | 24         | 6          | 8          | 10         | CI              | 4               | 3               | 1               | 0               | -                  | -                  | -                  | -                  | -                  | CAI         | 3           | 0           | 1           | 2           | 31     | 9      | 10     | 12     | 29,03      | 11º              |
| Totale Roma            | Totale Roma            | Totale Roma            | 138        | 42         | 54         | 42         |                 | 29              | 15              | 8               | 6               |                    | 9                  | 3                  | 5                  | 1                  |             | 14          | 4           | 4           | 6           | 190    | 64     | 71     | 55     | 33,68      |                  |
| 1973-gen. 1974         | Inter                  | A                      | 15         | 6          | 5          | 4          | CI              | 6               | 5               | 1               | 0               | CU                 | 2                  | 1                  | 0                  | 1                  | -           | -           | -           | -           | -           | 23     | 12     | 6      | 5      | 52,17      | Dimis.           |
| Totale Inter           | Totale Inter           | Totale Inter           | 283+1      | 159+0      | 79+0       | 45+1       |                 | 30              | 15              | 5               | 10              |                    | 47                 | 28                 | 8                  | 11                 |             | 5           | 3           | 1           | 1           | 366    | 205    | 93     | 68     | 56,01      |                  |
| nov.-dic. 1976         | Rimini                 | B                      | 6          | 3          | 0          | 3          | -               | -               | -               | -               | -               | -                  | -                  | -                  | -                  | -                  | -           | -           | -           | -           | -           | 6      | 3      | 0      | 3      | 50,00      | Sub., Eson.      |
| mar.-apr. 1979         | Rimini                 | B                      | 8          | 1          | 3          | 4          | -               | -               | -               | -               | -               | -                  | -                  | -                  | -                  | -                  | -           | -           | -           | -           | -           | 8      | 1      | 3      | 4      | 12,50      | Sub. 19º (retr.) |
| Totale Rimini          | Totale Rimini          | Totale Rimini          | 14         | 4          | 3          | 7          |                 | -               | -               | -               | -               |                    | -                  | -                  | -                  | -                  |             | -           | -           | -           | -           | 14     | 4      | 3      | 7      | 28,57      |                  |
| mar.-giu. 1980         | Barcellona             | PD                     | 11         | 6          | 4          | 1          | -               | -               | -               | -               | -               | CdC                | 1                  | 0                  | 0                  | 1                  | -           | -           | -           | -           | -           | 12     | 6      | 4      | 2      | 50,00      | Sub. 4º          |
| 1980-1981              | Barcellona             | PD                     | 25         | 14         | 5          | 6          | CR              | 11              | 10              | 1               | 0               | -                  | -                  | -                  | -                  | -                  | -           | -           | -           | -           | -           | 36     | 24     | 6      | 6      | 66,67      | Sub. 5º          |
| Totale Barcellona      | Totale Barcellona      | Totale Barcellona      | 98         | 67         | 14         | 17         |                 | 27              | 23              | 3               | 1               |                    | 17                 | 11                 | 3                  | 3                  |             | -           | -           | -           | -           | 142    | 101    | 20     | 21     | 71,13      |                  |
| Totale carriera        | Totale carriera        | Totale carriera        | 917+1      | 466        | 208        | 243+1      |                 | 133             | 74              | 22              | 37              |                    | 77                 | 44                 | 16                 | 17                 |             | 18          | 8           | 4           | 6           | 1150   | 592    | 252    | 306    | 51,48      |                  |

#### Nazionale
| Stagione      | Squadra       | Competizione       | Andamento | Andamento | Andamento | Andamento | Andamento  | Reti | Reti | Reti |
| Stagione      | Squadra       | Competizione       | Giocate   | Vittorie  | Pareggi   | Sconfitte | % vittorie | GF   | GS   | DR   |
| ------------- | ------------- | ------------------ | --------- | --------- | --------- | --------- | ---------- | ---- | ---- | ---- |
| 1966-1967     | Italia        | Qual. Europeo 1968 | 2         | 2         | 0         | 0         | 100,00&    | 5    | 1    | +4   |
| 1966-1967     | Italia        | Amichevoli         | 2         | 1         | 1         | 0         | 50,00      | 2    | 1    | +1   |
| Totale Italia | Totale Italia | Totale Italia      | 4         | 3         | 1         | 0         | 75,00      | 7    | 3    | +4   |

#### Commissione tecnica della nazionale italiana in coppia con Valcareggi
| Cronologia completa delle presenze e delle reti in nazionale ― Italia | Cronologia completa delle presenze e delle reti in nazionale ― Italia | Cronologia completa delle presenze e delle reti in nazionale ― Italia | Cronologia completa delle presenze e delle reti in nazionale ― Italia | Cronologia completa delle presenze e delle reti in nazionale ― Italia | Cronologia completa delle presenze e delle reti in nazionale ― Italia | Cronologia completa delle presenze e delle reti in nazionale ― Italia | Cronologia completa delle presenze e delle reti in nazionale ― Italia |
| Data                                                                  | Città                                                                 | In casa                                                               | Risultato                                                             | Ospiti                                                                | Competizione                                                          | Reti                                                                  | Note                                                                  |
| --------------------------------------------------------------------- | --------------------------------------------------------------------- | --------------------------------------------------------------------- | --------------------------------------------------------------------- | --------------------------------------------------------------------- | --------------------------------------------------------------------- | --------------------------------------------------------------------- | --------------------------------------------------------------------- |
| 1-11-1966                                                             | Milano                                                                | Italia                                                                | 1 – 0                                                                 | Unione Sovietica                                                      | Amichevole                                                            | Aristide Guarneri                                                     | Cap: G. Facchetti                                                     |
| 26-11-1966                                                            | Napoli                                                                | Italia                                                                | 3 – 1                                                                 | Romania                                                               | Qual. Europeo 1968                                                    | Sandro Mazzola (2) Virginio De Paoli                                  | Cap: G. Facchetti                                                     |
| 22-3-1967                                                             | Nicosia                                                               | Cipro                                                                 | 0 – 2                                                                 | Italia                                                                | Qual. Europeo 1968                                                    | Angelo Domenghini Giacinto Facchetti                                  | Cap: G. Facchetti                                                     |
| 27-3-1967                                                             | Roma                                                                  | Italia                                                                | 1 – 1                                                                 | Portogallo                                                            | Amichevole                                                            | Renato Cappellini                                                     | Cap: G. Facchetti                                                     |
| Totale                                                                |                                                                       | Presenze                                                              | 4                                                                     |                                                                       | Reti                                                                  | 7                                                                     |                                                                       |

## Palmarès

### Giocatore
- Coppa di Francia: 1

Red Star: 1942

### Allenatore

#### Competizioni nazionali
- Campionato spagnolo: 4

Atlético Madrid: 1949-1950, 1950-1951
Barcellona: 1958-1959, 1959-1960
- Coppa di Spagna: 2

Barcellona: 1958-1959, 1980-1981
- Campionato italiano: 3

Inter: 1962-1963, 1964-1965, 1965-1966
- Coppa Italia: 1

Roma: 1968-1969

#### Competizioni internazionali
- Coppa delle Fiere: 1

Barcellona (Barcelona XI): 1958
- Coppa dei Campioni: 2

Inter: 1963-1964, 1964-1965
- Coppa Intercontinentale: 2

Inter: 1964, 1965
- Coppa Anglo-Italiana: 1

Roma: 1972

### Individuale
- Inserito nella Hall of fame del calcio italiano

2015 (riconoscimento alla memoria)